# Communauté de communes du pays de Bidache
La communauté de communes du pays de Bidache est une ancienne communauté de communes française, située dans le département des Pyrénées-Atlantiques et la région Nouvelle-Aquitaine. La communauté de communes du pays de Bidache était composée de sept communes : Arancou, Bardos, Bergouey-Viellenave, Bidache, Came, Guiche et Sames.

## Historique
La communauté de communes du pays de Bidache a été créée le 1er janvier 1994 par six adhérents : Arancou, Bergouey-Viellenave, Bidache, Came, Guiche et Sames.
En janvier 2010, la commune de Bardos adhère à la communauté portant le nombre de communes adhérentes à 7.
Le 1er janvier 2017, elle fusionne avec neuf autres intercommunalités pour former la communauté d'agglomération du Pays Basque.

## Composition
La communauté de communes regroupait 7 communes :
| Nom                 | Code Insee | Gentilé              | Superficie (km2) | Population (dernière pop. légale) | Densité (hab./km2) |
| ------------------- | ---------- | -------------------- | ---------------- | --------------------------------- | ------------------ |
| Bidache (siège)     | 64123      | Bidaishòt/Bidaxundar | 30,43            | 1 335 (2014)                      | 44                 |
| Arancou             | 64031      | Arancòi/Erangoar     | 5,30             | 145 (2014)                        | 27                 |
| Bardos              | 64094      | Bardoztar            | 42,53            | 1 774 (2014)                      | 42                 |
| Bergouey-Viellenave | 64113      | Bergüeiòt/Burguetar  | 11,37            | 122 (2014)                        | 11                 |
| Came                | 64161      | Camòt/Akamartar      | 33,90            | 904 (2014)                        | 27                 |
| Guiche              | 64250      | Guishòt/Gixundar     | 24,85            | 942 (2014)                        | 38                 |
| Sames               | 64502      | Samòt/Samaztar       | 13,26            | 692 (2014)                        | 52                 |

## Administration
| Période | Période          | Identité              | Étiquette      | Qualité                                                     |
| ------- | ---------------- | --------------------- | -------------- | ----------------------------------------------------------- |
| 1994    | 2001             | Jean-Jacques Lasserre | UDF puis MoDem | Maire de Bidache et Conseiller général du canton de Bidache |
| 2001    | 2014             | Robert Malou          | DIV            | Maire de Came                                               |
| 2014    | 31 décembre 2016 | Maïder Behoteguy      | MoDem          | 1re adjointe au Maire de Bardos                             |

## Compétences
La communauté de communes exerçait 4 compétences :
- service à la population ;
- développement économique et habitat ;
- environnement ;
- patrimoine et tourisme, sports et loisirs.

La communauté était rattachée aux institutions et organismes suivants :
- Bil Ta Garbi ;
- Bultza (structure d’appui à la création/reprise d'entreprises au Pays basque) ;
- CEPB (conseil des élus du Pays basque) ;
- CDPB ;
- EPFL ;
- SCoT.

## Fonctionnement
La communauté de communes du pays de Bidache disposait de deux instances de fonctionnement :
Le conseil communautaire est l’instance qui délibère et vote les budgets les plus importants de la communauté de communes. Il est constitué de 25 délégués communautaires. L’assemblée du conseil communautaire se tient six fois par an lors de réunions ouvertes au public. Les 25 délégués communautaires sont élus au sein des conseils municipaux des sept communes membres de la communauté de communes pour un mandat d’une durée six ans.
Le bureau met en œuvre les orientations et les décisions définies par le conseil communautaire. Il est constitué de huit membres, dont une place est occupée par le président.

## Principaux équipements
Zone Artisanale et Commerciale
Déchetteries
Châteaux
Office de Tourisme
École de Musique